# ガダラのメレアグロス
ガダラのメレアグロス（古代ギリシア語: Μελέαγρος ὁ Γαδαρεύς, 紀元前130年頃 - 前80年頃、最盛期：紀元前1世紀）は、詩人であり、エピグラム詩の蒐集家で編纂者である。彼は、今日散失して失われた、幾つかの風刺文学風の散文を記し、複数の官能的な詩を書いたが、それらのなかの134編ほどのエピグラムが残っている。彼はまた様々な詩人の夥しい数のエピグラム詩を編纂して、『花冠』（ΣΤΕΦΑΝΟΣ、Στέφανος、ステパノス）として知られるアンソロジー詩集を造った。このアンソロジー詩集は現存しないが、『ギリシア詞華集』の元となったオリジナルの詞華集である。

## 生涯

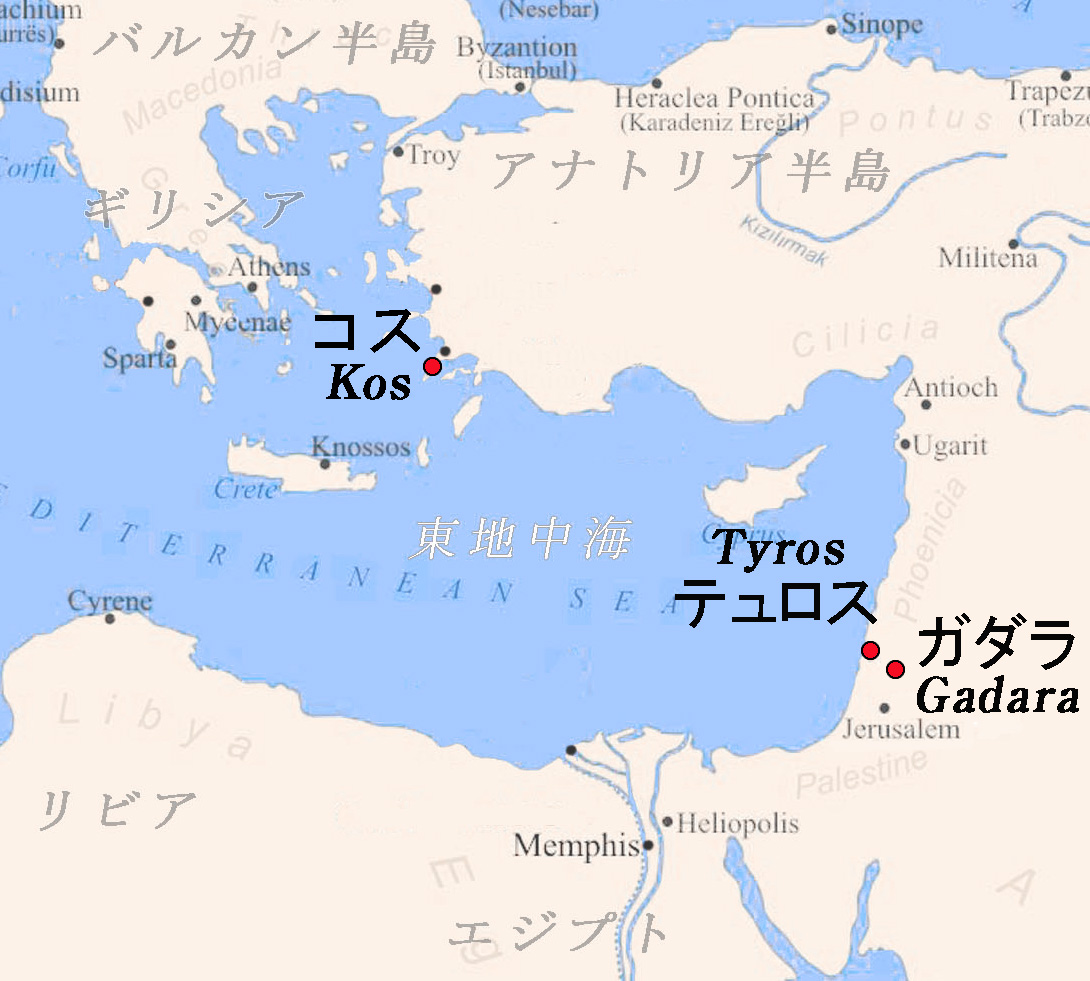
メレアグロスの生涯に関係する土地。ガダラ（誕生地）。テュロス（青年時代を過ごし、学習した都市）。コス（残りの生涯を過ごし、その地に没した島）

メレアグロスはエウクラテースの息子であり、シリア（現ヨルダンの領域）のガダラの都市に生まれた（ガダラは、現在のウム・カイスに位置した。ただし今日、ガダラは遺跡が残るのみである）。ガダラは当時、部分的にギリシア化した共同体都市であり、「ギリシア文化への目覚ましい貢献」によって注目された都市だった。彼はテュロスで教育を受けてその地で居住した。引退して後、晩年にコスで過ごし、その地で長寿をたもち死去した（70歳ほどであったと考えられる）。彼が書いた短い自伝的な詩によると、メレアグロスは自分の故郷の町に誇りを抱き、自分自身はコスモポリタン（世界市民）であると自認していた。彼は「アッティカ的」（すなわち、ヘレニズム人）であり、同時にシリア人であった。また彼は、［彼を］一人前にしたテュロスを、［彼の］晩年の面倒を見てくれたコスを称えた。
『ギリシア詞華集』の「パラティン手稿」において、スコリアの筆者が、メレアグロスはセレウコス6世エピパネス（在位紀元前95年－前93年）の統治の時代に最盛期を迎えたと述べている。「花冠詞華集」における彼の編集のもっとも古い年代は、紀元前60年である。詩人ガダラのフィロデモスについて言うと、後の編集者たちによって34編のエピグラム詩が加えられたとはいえ、メレアグロスの原詞華集には作品が載っていなかった。
何人かの著作者はメレアグロスをキュニコス派に属するとしており、歴史学者ベンジャミン・アイザックによれば、「万人は平等であり、また同胞である」というメレアグロスの信念はこの見解を補強する。というのは、幾人かのキュニコス派の人々は、遅くとも紀元前5世紀には、このような世界観をすでに抱懐していたからである。彼の同郷の人であるメニッポスと同様に、メレアグロスは「スプーダイオゲロイア」（単数：σπουδαιογέλοιον）［滑稽真摯論述］として知られる、ユーモラスなイラストと共に哲学を大衆的な形に表現する、風刺的散文エッセイを書いた。これらの作品はすべて失われた。メレアグロスの名声は、彼が編んだ「詞華集」にみずから収録した、134編の自作のエピグラム詩によって確固として支えられている。『ギリシア詞華集』の手稿写本だけが、彼のエピグラム詩の源泉である。

### ヘレニズムの世界市民
メレアグロスは地中海東岸のシリアからエジプトにわたる領域に居住した。ガダラに生まれ、テュロスでその人生の大部分を過ごしたが、彼は当時の地中海世界の共通語であるコイネー・ギリシア語に精通していた。彼は、みずからの自伝的な複数の詩で語るところでは、トリリンガルであり、ギリシア語、シリア語、そしてフェニキア語を話した。
彼はテュロスに居住し、シリアからアナトリア半島に至る東地中海を活動範囲としていたが、彼の構想によって、はじめて包括的なギリシア語詞華集が編まれ、ヘレニズム世界の広範囲な領域に生きる男女の詩人の作品アンソロジーが生み出された。

## メレアグロスの『花冠』
メレアグロスは、『花冠』（古代ギリシア語: Στέφανος、ステパノス）と題した詩のアンソロジー本で有名である。アテネのポレモン（別名イリウムのポレモン）やその他の人物が、特定の主題について、記念碑的な碑銘文や、詩作品の集成を早くから作ってはいたが、メレアグロスは包括的な作品集成を初めて作り出した。彼は、先行する2世紀前の各抒情詩人の時代から彼自身の時代に至るまで、46人のギリシア詩人によるエピグラム詩を集成した。彼の集成の題名は、小さな美しい詩作品を、花々や植物に比喩する、一般的な比較を念頭して付けられている。詞華集は、詩作品のあいだで作者と主題を交互に結びつけた芸術的な配置を持っていた。アンソロジーの「序文」において、メレアグロスは様々な花や灌木や香草の名称を、いわば紋章としてすべての詩人の名前に結びつけている。それは、例えば次のようになっていた。『花冠』序文の冒頭部分：
メレアグロスの『花冠』を元として、時代と共に様々な詩集やアンソロジーが加わって行き、やがて『ギリシア詞華集』（Anthologia Graeca）と呼ばれる、浩瀚な古代ギリシアの詞華集が誕生した。元になったメレアグロスの『花冠』は、それ自体としては輪郭が不明となったが、『詞華集』を構成するオリジナルのルーツとして継承され生き残った。

## 詩作品
メレアグロス自身の詩作品は、そのほぼすべてにおいて官能的であり、恋や美を語るに、少年も少女の区別なくうたの対象とする。メレアグロスの詩の主題は、先達とも言えるカッリマコスや、サモスのアスクレピアデスなどの作品を継承している。アスクレピアデスはカッリマコスにも強い影響を与えた、アレクサンドリア風エロテック詩の創始者であるが、平明な言葉とウィットに富んだ表現が特徴である。
メレアグロスの作風はしかし、異常なほど主題において多芸多才で融通性があり、言葉と表現の適切さや巧みさにおいて高度に発達したものだった。彼の言葉は簡潔であるが、しばしば絢爛華麗というか、けばけばしいまでの華やかさを持っていた。すでに『花冠』の序文で、それぞれの詩人を花や香葉に喩え、華に華を重ねるような修飾過剰なイメージの重なりを記していたが、それはキューピドやその弓矢、愛の灯火や蜂蜜の象徴など、伝統的なステレオタイプの開陳の様相も持っていた。
呉茂一はしかし、メレアグロスの作風を、東洋的な絢爛たる官能の耽美性として評価し、華やかなイメージの燦然を、南国的な情熱の発露とも表現する。着想の豊かさと譬喩の巧みは、ときに直裁で飾らない言葉を交えながら、恋愛のイメージの極致とも言える。その言辞とイマージュにおいて奔放なまで華麗な展開を示すメレアグロスは、しかしその修辞において、音韻の秩序において、きわめて古典的正統な様式をまた維持していた。